# Heteropalpia exarata
Heteropalpia exarata är en fjärilsart som beskrevs av Paul Mabille 1890. Heteropalpia exarata ingår i släktet Heteropalpia och familjen nattflyn. Inga underarter finns listade i Catalogue of Life.